# Jim Jarmusch
 (décembre 2020).
Jim Jarmusch (/ˈdʒɑːrməʃ/), né le 22 janvier 1953 à Cuyahoga Falls dans l'Ohio, est un réalisateur et musicien américain. Il est occasionnellement acteur.

## Biographie
Jim Jarmusch naît le 22 janvier 1953 à Cuyahoga Falls dans l'Ohio. Il est le cadet de trois enfants[réf. nécessaire]. La mère de Jim Jarmusch, d'origines irlandaise et allemande, a été critique de cinéma et de théâtre pour le Akron Beacon Journal avant d'épouser le père de Jim, un homme d'affaires d'origines tchèque et allemande qui travaillait pour la BF Goodrich[réf. nécessaire].
Sa mère l'initie au monde du cinéma en le déposant au cinéma local pendant qu'elle fait les courses[réf. nécessaire]. Marqué par Antonioni, Mizoguchi, Ozu, qu'il découvre à la cinémathèque de Paris, il s'inscrit à la New York University en section « Cinéma ». Son film de fin d'études Permanent Vacation est présenté dans de nombreux festivals de films en 1980. Les caractéristiques qui définiront le style et les scénarios de Jarmusch sont déjà en partie présentes dans ce film : dandysme désabusé de anti-héros, travail dans l'ascèse, appétence pour la description des marginaux, tendance à montrer un quotidien étrange, décalé.
Quelques années plus tard, il devient l'assistant de Wim Wenders sur le plateau du film Nick's Movie. En 1984, avec son film Stranger Than Paradise, Jarmusch remporte tour à tour la caméra d'or au festival de Cannes et le Léopard d'or au festival de Locarno. À l’instar de Spike Lee, David Lynch, Oliver Stone ou des Frères Coen, Jim Jarmusch incarne alors, dans un genre qui lui est propre, le renouveau du cinéma américain des années 1980. Il poursuit formellement son cinéma d'auteur avec Down by Law (1986) caractérisé par un style composé le plus souvent de longs plan-séquence, de travelling latéraux, avec un montage très musical et contemplatif. Tous ces ingrédients seront développés en couleur dans Mystery Train (1989) et Night on Earth (1992). Dans ces deux films, Jim Jarmusch convoque encore ses thèmes de prédilection, l’errance, la quête d’identité et la douce mélancolie désabusée du monde moderne.
Après avoir fait quelques apparitions comme acteur, notamment dans Brooklyn Boogie, il fait un premier pas dans le monde du documentaire (Year of the Horse) en 1997.
En 1995, avec Dead Man mettant en scène Johnny Depp dans un western métaphysique, Jim Jarmusch revient au noir et blanc et à une bande sonore originale de Neil Young. Son film suivant Ghost Dog, sorti en 1999, mélange les références au bushido à l’univers de la mafia, le tout rythmé par du rap, et confirme le style Jarmusch de l'échantillonnage et du collage, tant sur le plan musical que cinématographique. Avec la sortie de Coffee and Cigarettes, en 2003, dont la réalisation s'est étalée sur près de vingt ans, il revient au noir et blanc.
De 2001 à 2008, Jim Jarmusch est chargé de la réalisation des émissions hebdomadaires de la World Wrestling Entertainment.
Ses films Broken Flowers et Only Lovers Left Alive, sortis respectivement en 2005 et 2014, sont tous deux sélectionnés en compétition officielle au festival de Cannes. Le premier remporte le grand prix.
Musicien claviériste, il a fondé The Del-Byzanteens (en), groupe post-punk. Il est depuis 2010 membre du groupe de rock SQÜRL. Il signe également deux albums avec Jozef van Wissem. En 2017, 2020 et 2023, il interprète avec SQÜRL des ciné-concerts de films de Man Ray, aux États-Unis et en Europe.
En 2016, il présente deux films au Festival de Cannes : Paterson en compétition dans la sélection officielle - et qui remporte la Palme Dog - ainsi que Gimme Danger, documentaire sur le groupe The Stooges, en « Séances de minuit ». Cette même année voient le jour sous le titre Jim Jarmusch, une autre allure un essai biographique et une rétrospective accompagnée d'une exposition en Belgique.
En 2019, il est de retour au Festival de Cannes avec son nouveau film The Dead Don't Die présenté en ouverture et en compétition pour la Palme d'or. Les critiques sont, contrairement à ses films précédents, mitigées voire négatives.

## Décoration
- Officier de l'ordre des Arts et des Lettres (2016)

## Filmographie

### Réalisateur
Il est scénariste de tous ses films.

#### Longs métrages
- 1980 : Permanent Vacation
- 1984 : Stranger Than Paradise
- 1986 : Down by Law
- 1989 : Mystery Train
- 1991 : Night on Earth
- 1995 : Dead Man
- 1999 : Ghost Dog : La Voie du samouraï (Ghost Dog: The Way of the Samurai)
- 2003 : Coffee and Cigarettes
- 2005 : Broken Flowers
- 2009 : The Limits of Control
- 2013 : Only Lovers Left Alive
- 2016 : Paterson
- 2019 : The Dead Don't Die
- 2025 : Father, Mother, Sister, Brother

#### Documentaires
- 1997 : Year of the Horse
- 2016 : Gimme Danger

#### Courts métrages
- 1982 : The New World
- 1986 : Coffee and Cigarettes I (it)
- 1989 : Coffee and Cigarettes II
- 1993 : Coffee and Cigarettes III
- 2002 : Ten Minutes Older (segment INT. Trailer. Night)
- 2021 : French Water (vidéo pour la société Yves Saint-Laurent[10])

#### Clips
- 1985 : The Lady Don't Mind pour Talking Heads
- 1986 : Sightsee M.C.! pour Big Audio Dynamite
- 1990 : It's Allright with Me pour Tom Waits
- 1992 : I Don't Wanna Grow Up pour Tom Waits
- 1996 : Dead Man pour Neil Young
- 1996 : Big Time pour Neil Young et Crazy Horse
- 2006 : Steady as She Goes pour The Raconteurs
- 2022 : A Pair of Brown Eyes pour Cat Power

### Acteur
- 1984 : American Autobahn d'Andre Degas : le producteur de film
- 1987 : Straight to Hell d'Alex Cox : Amos Dade
- 1987 : Helsinki-Napoli (Hellsinki Napoli All Night Long) de Mika Kaurismäki : un barman
- 1988 : Candy Mountain de Robert Frank et Rudy Wurlizer
- 1989 : Leningrad Cowboys Go America d'Aki Kaurismäki
- 1990 : The Golden Boat de Raoul Ruiz : un étranger
- 1991 : Fishing with John de John Lurie
- 1992 : In the Soup d'Alexandre Rockwell : Monty
- 1995 : Iron Horsemen de Gilles Charmant
- 1995 : Brooklyn Boogie (Blue in the Face) de Wayne Wang et Paul Auster : Bob
- 1996 : Cannes Man de Richard Martini : lui-même
- 1996 : Sling Blade de Billy Bob Thornton
- 1999 : Bob l'éponge (série d'animation), saison 1, épisode La Pause (Hooky) : un pêcheur (images d'archives de la série Fishing with John)
- 2008 : Les Simpson (série d'animation), saison 19, épisode Lisa fait son festival : lui-même (voix)
- 2009 : Bored to Death (série télévisée), saison 1, épisode 3 de Jonathan Ames : lui-même
- 2022 : What We Do in the Shadows (série télévisée), saison 4, épisode 9 de Jemaine Clement & Taika Waititi : lui-même

### Divers

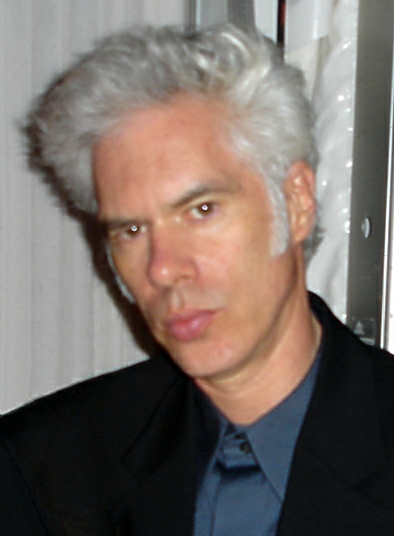
Jim Jarmusch en 2005.

- 1980 : Underground U.S.A. d'Eric Mitchell, ingénieur du son
- 1981 : You Are Not I de Sara Driver, directeur de la photo
- 1982 : L'État des choses (Der Stand der Dinge) de Wim Wenders, musique
- 1985 : Burroughs d'Howard Brookner, ingénieur du son
- 1986 : Sleepwalk de Sara Driver, directeur de la photo
- 1993 : When Pigs Fly de Sara Driver, producteur

## Discographie

### SQÜRL
- 2010 : Ep #1 (Naked Kiss Music)
- 2013 : EP #1 (ATP Recordings)
- 2013 : OST Only Lovers Left Alive (ATP Recordings) - avec Jozef Van Wissem
- 2013 : Ep #2 (ATP Recordings)
- 2014 : Ep #3 (ATP Recordings)
- 2019 : The Dead Don't Die: Original Score (Sacred Bones Records)
- 2020 : Some Music for Robby Müller (Sacred Bones Records)

### Jozef Van Wissem et Jim Jarmusch
- 2012 : Concerning the Entrance into Eternity
- 2012 : The Mystery of Heaven